# Тюуй-Харвотаяха
Тюуй-Харвотаяха (устар. Тюуй-Харвота-Яха) — река в Ямальском районе Ямало-Ненецкого АО. Устье реки находится на 143-м км левого берега реки Хадытаяха. Длина реки 29 км, значительный левый приток Сабрявпензя, правый — Тюуй-Сабрявпензя.

## Данные водного реестра
По данным государственного водного реестра России относится к Нижнеобскому бассейновому округу, водохозяйственный участок реки — Обь от города Салехард и до устья, речной подбассейн реки — бассейны притоков Оби ниже впадения Северной Сосьвы. Речной бассейн реки — (Нижняя) Обь от впадения Иртыша.